# کری (مینه‌سوتا)
کری، مینه‌سوتا (به انگلیسی: Currie, Minnesota) یک شهر در ایالات متحده آمریکا است که در مینه‌سوتا واقع شده‌است.

## خصوصیات
کری ۱٫۴۸ کیلومترمربع مساحت و ۲۳۳ نفر جمعیت دارد و ۴۵۶ متر بالاتر از سطح دریا واقع شده‌است.